# Lama de Arcos
Lama de Arcos, también denominada Lamadarcos, es una freguesia portuguesa del concelho de Chaves, en el distrito de Vila Real, con 13,39 km² de superficie y 316 habitantes (2011), repartidos entre las dos aldeas de Lamadarcos y Vila Frade. Su densidad de población es de 23,6 hab/km².
Lama de Arcos era, junto a Soutelinho da Raia y a Cambedo (aldea de Vilarelho da Raia), uno de los tres pueblos promiscuos, crecidos en torno a la misma línea fronteriza y por tanto incontrolables por las autoridades aduaneras de ninguno de los dos países, cuya soberanía fue cedida definitivamente por España a Portugal en el Tratado de Lindes de Lisboa de 1864. Sobre estas aldeas "promiscuas" dice un autor contemporáneo del tratado:

El estado de los pueblos promíscuos era no menos singular: puestos cabalmente en la raya de ambas naciones, parte de una casa solia pertenecer á España y otra á Portugal. De esa manera el vecino, perseguido por las autoridades españolas, por ejemplo, sin salir de su morada y con solo presentarse á la puerta, que todas ó casi todas las casas tenían por la espalda, se hallaba en Portugal y á salvo de todo castigo. Grande aliento al crimen y á la impunidad!.